# Jakob Albrecht

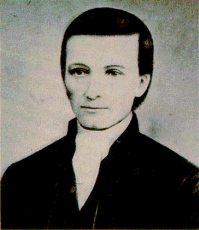
Jakob Albrecht

Jakob Albrecht (auch Jacob Albrecht, amerikanisiert Jacob Albright) (* 1. Mai 1759 in der Nähe von Pottstown, Province of Pennsylvania; † 17. Mai 1808 in Kleinfeltersville, Pennsylvania) war Gründer und erster Bischof der methodistischen Evangelischen Gemeinschaft und gilt dadurch als einer der Gründer der Evangelisch-methodistischen Kirche.

## Leben und Wirken
Jakob Albrecht war der Sohn deutscher Einwanderer aus der Pfalz und wuchs in einer lutherischen Kirche in Pennsylvania auf. 1785 heiratete er Catherine Cope, mit der er drei Kinder hatte. Er lebte mit seiner Familie in Pennsylvania, wo er auf seiner Farm und mit einem Brennofen als Ziegelbrenner arbeitete. 1790, nach dem Tod mehrerer seiner Kinder, hatte er eine innere Krise. Durch seinen Nachbarn, den Laienprediger Adam Riegel, kam er zu den Methodisten.
Seit Oktober 1796 begann er ohne theologische Ausbildung und ohne kirchlichen Auftrag als Wanderprediger unter deutschen Einwanderern in Pennsylvania, Maryland und Virginia zu predigen. Ackerbau und Ziegelbrennen gerieten zur Nebenbeschäftigung. Er wollte keine lokale Gemeinde um sich sammeln. Er drang beständig vorwärts, in neue Gegenden, um in Sünden verirrte Schafe. zu sammeln. Er predigte nicht in Kirchen, sondern unter freiem Himmel, z. B. in Waldversammlungen oder auch in Scheunen. Eine kirchliche Organisation hatte er nicht vorgesehen. Die Bekehrten begann er ab 1800 für eine Ordnung nach dem Vorbild von John Wesley in Klassen zusammenzufassen, die füreinander geistlich verantwortlich waren. Albrecht gab den Klassen Klassenführer und die notwendigen Anweisungen. Bei der Ratsversammlung 1803 kam man einstimmig mit ihm zu der Überzeugung, dass er durch die sechs Jahre als erfolgreicher Reiseprediger eine gute Probe bewiesen hatte und ordiniert werden solle. So wurde Albrecht feierlich mit Gebet und Handauflegung ins Predigtamt eingeführt. Dies entsprach der Überlieferung aus der Apostelgeschichte.
1807 nannte sich die Organisation Neuformierte Methodistenkonferenz. Sie beschloss auf Anraten von Albrecht, eine Glaubenslehre und Kirchenordnung zu verfassen, in der die bischöfliche Regierungsform die Grundlage der kirchlichen Haushaltung sein sollte. Albrecht wurde zum Generalsuperintendenten gewählt. Dieses Amt wird heute mit dem Bischofsamt gleichgesetzt.
1807 begann er die methodistische Kirchenordnung ins Deutsche zu übersetzen, eine Arbeit, die nach seinem Tod von George Miller vollendet wurde.
1808 starb Albrecht erschöpft von seinen Reisen und seiner Predigttätigkeit.
Als ein besonders ausgeprägter Charakterzug von Albrecht wird seine Ordnungsliebe in allen Bereichen genannt. Besonders betonte er die Kirchenzucht. Seine Bescheidenheit, sein männliches Betragen, stracke Person und fast militärischer Gang machten den Eindruck, dass er ein Mann von fester Überzeugung und starker Entschiedenheit sei. Als Prediger war er gründlich, originell und biblisch. Er sprach oft in Gleichnissen.
Die Hauptquelle über sein Leben ist eine 1811 erschienene kurze Biografie geschrieben von George Miller, einem Ältesten (Prediger) der Evangelischen Gemeinschaft.